# Abuja
Abuja este capitala Nigeriei. Abuja este așezată în mijlocul Nigeriei. Abuja este un oraș "planificat", fiind construit în mare parte în anii 1980 devenind pe data de 12 decembrie 1991 capitala oficială a țării. Populația orașului este estimată la 405.000 de locuitori, regiunea metropolitană cuprinde însă 1.400.000 de locuitori.

## Districte
Orașul este împărțit în 5 districte: Districtul Central, Districtul Garki, Districtul Wuse, Districtul Maitama și Districtul Asokoro. De asemenea există și 5 districte suburbane: Nyanya, Karu, Gwagwalada, Kubwa și Jukwoyi.

## Clima
| Date climatice pentru Abuja               | Date climatice pentru Abuja | Date climatice pentru Abuja | Date climatice pentru Abuja | Date climatice pentru Abuja | Date climatice pentru Abuja | Date climatice pentru Abuja | Date climatice pentru Abuja | Date climatice pentru Abuja | Date climatice pentru Abuja | Date climatice pentru Abuja | Date climatice pentru Abuja | Date climatice pentru Abuja | Date climatice pentru Abuja |
| Luna                                      | Ian                         | Feb                         | Mar                         | Apr                         | Mai                         | Iun                         | Iul                         | Aug                         | Sep                         | Oct                         | Nov                         | Dec                         | Anual                       |
| ----------------------------------------- | --------------------------- | --------------------------- | --------------------------- | --------------------------- | --------------------------- | --------------------------- | --------------------------- | --------------------------- | --------------------------- | --------------------------- | --------------------------- | --------------------------- | --------------------------- |
| Maxima medie °C (°F)                      | 34.7 (94,5)                 | 36.8 (98,2)                 | 36.9 (98,4)                 | 35.6 (96,1)                 | 32.7 (90,9)                 | 30.6 (87,1)                 | 29.1 (84,4)                 | 28.9 (84)                   | 30.0 (86)                   | 32.0 (89,6)                 | 34.4 (93,9)                 | 34.6 (94,3)                 | 33,03 (91,45)               |
| Minima medie °C (°F)                      | 20.4 (68,7)                 | 25.5 (77,9)                 | 24.3 (75,7)                 | 24.7 (76,5)                 | 19.5 (67,1)                 | 18.3 (64,9)                 | 21.9 (71,4)                 | 17.7 (63,9)                 | 17.5 (63,5)                 | 21.4 (70,5)                 | 15.7 (60,3)                 | 15.5 (59,9)                 | 20,2 (68,36)                |
| Ploaie mm (inches)                        | 1.7 (0.067)                 | 5.4 (0.213)                 | 11.3 (0.445)                | 62.8 (2.472)                | 134.1 (5.28)                | 164.2 (6.465)               | 217.5 (8.563)               | 262.7 (10.343)              | 253.4 (9.976)               | 103.2 (4.063)               | 3.7 (0.146)                 | 1.2 (0.047)                 | 1.221,2 (48,079)            |
| Nr. mediu de zile ploioase                | 0.1                         | 0.2                         | 1.3                         | 4.2                         | 9.4                         | 12.3                        | 14.0                        | 16.2                        | 15.9                        | 8.0                         | 0.3                         | 0.1                         | 82                          |
| Sursă: World Meteorological Organization. |                             |                             |                             |                             |                             |                             |                             |                             |                             |                             |                             |                             |                             |

Orașul se încadrează în zona mozaicului forestier-savană din subregiunea vest-africană. Pășunile de pădure tropicală se întâlnesc, totuși, în câmpiile Gwagwa, mai ales pe terenul accidentat, până în părțile sud-estice ale teritoriului, unde se găsește un peisaj de râuri și un teren accidentat. Aceste zone  formează una dintre puținele supraviețuiri ale vegetației forestiere mature din Nigeria.

## Puncte de atracție

### Situri generale

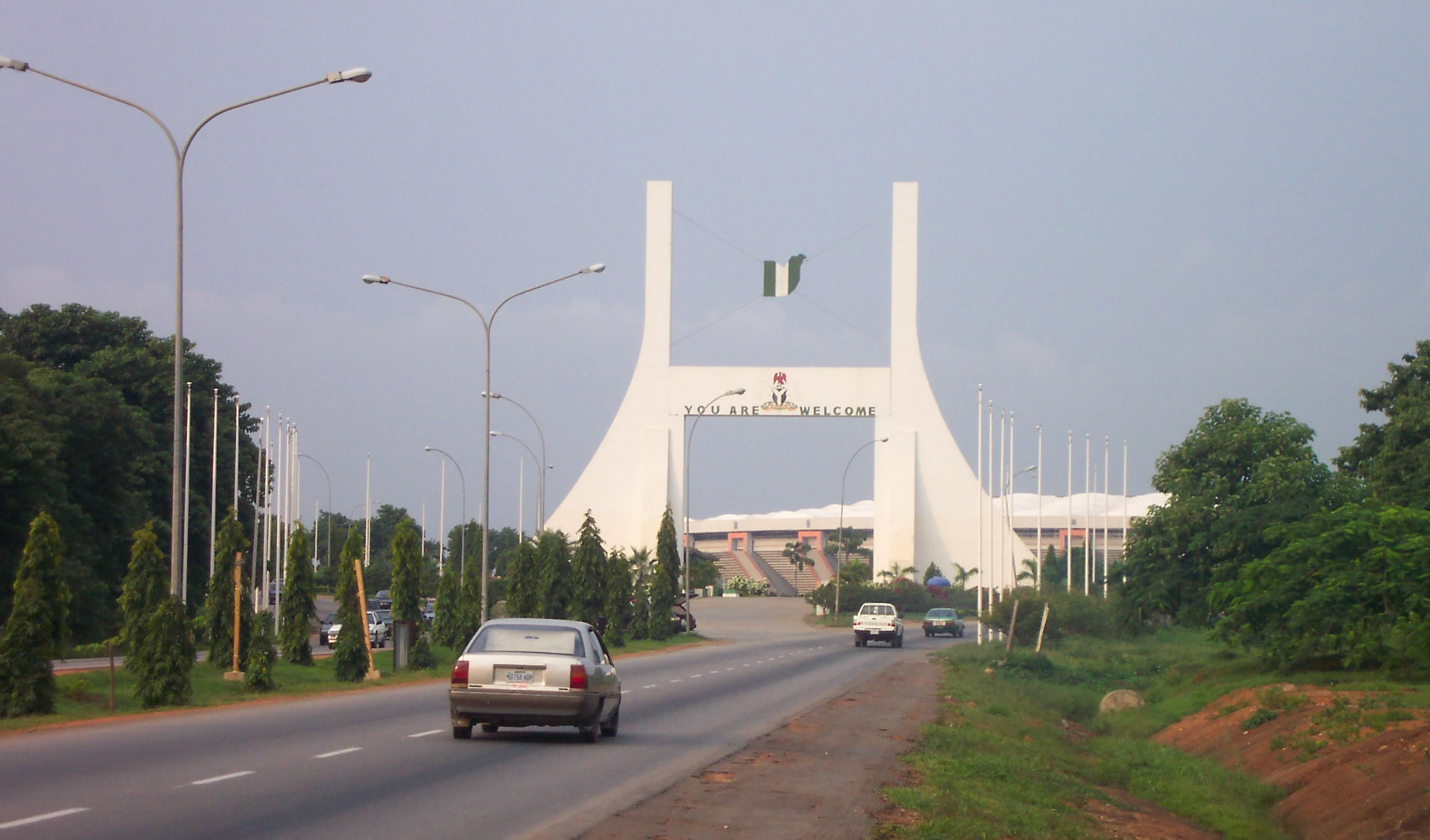
Poarta orașului

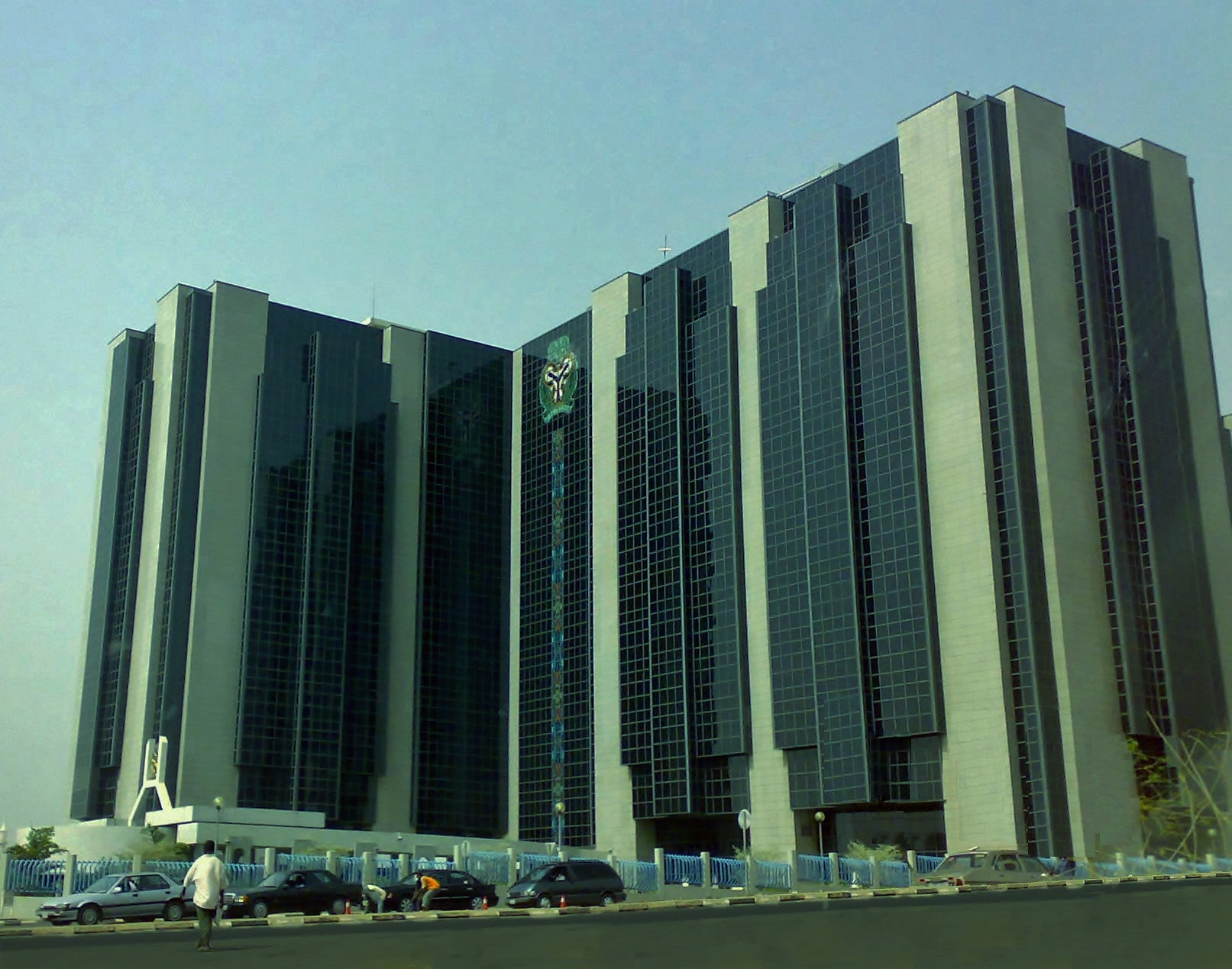
Sediul Băncii Centrale a Nigeriei

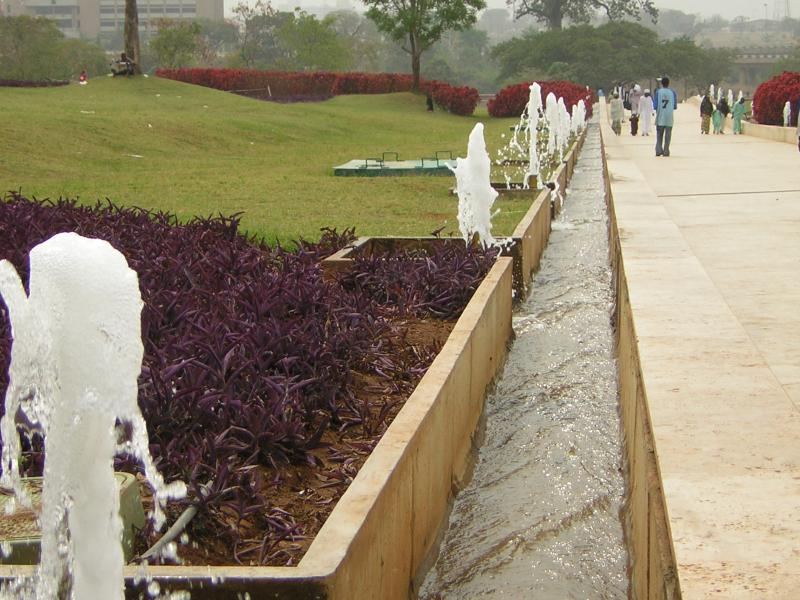
Parcul Millennium

- Sediul Băncii Centrale a Nigeriei
- Ship house, clădirea ministerului apărării
- Aso Rock, rezidența oficială a președintelui Nigeriei
- Aso Rock
- Zuma Rock
- NNPC towers
- Abuja International Conference Centre African Hall
- Cascadele Gurara
- Eagle Square
- Clădirea Adunării Naționale din Abuja
- Districtul Central
- clădirea Nigerian Communications Commission
- Districtul Maitama, unde se află ambasadele
- National Library
- Moscheea Națională
- Biserica Națională
- Stadionul Abuja
- Velodrom
- Aeroportul Internațional Nnamdi Azikwe
- Dealurile Strabag
- Barajul Usuma
- Râul Usuma
- Râul Jabi
- Râul Gurara
- Abuja Love Garden
- Abuja Amusement Park
- Grădina zoologică din Abuja
- IBB Golf Centre
- Ecowas Secretariat
- National Women Development Centre
- Ushafa Pottery Centre
- Ladi Kwali Pottery Centre
- Giri Pottery Centre
- Parcul Millennium (proiectat de Manfredi Nicoletti, deschis oficial de Elisabeta a II-a a Regatului Unit)

### Malluri și centre comerciale
- Ceddi Plaza
- Downtown Mall, Abuja (U/C)
- Silverbird Galleria Abuja (U/C)